# 李復貞
李復貞（1444年—1503年），字明實，四川瀘州人，民籍，六月十一日生，行四，治《書經》，明朝政治人物。

## 生平
由國子生中式四川鄉試第四十一名舉人，年二十九歲中式成化八年壬辰科第三甲會試第一百四十五名，第一百一十一名進士。授湖廣醴陵縣知縣。官至江西饒州府知府。

## 家族
曾祖李彥才；祖李斌；父李劾；母陳氏。具慶下，妻王氏，繼妻閔氏；兄復初（知州）；復元；復亨。